# Leuconitocris simpsoni
Leuconitocris simpsoni é uma espécie de escaravelho da família Cerambycidae.  Foi descrito por Per Olof Christopher Aurivillius em 1914.